# Fumi Nikaido
Fumi Nikaido (二階堂 ふみ, Nikaidō Fumi, Naha, 21 de setembro de 1994) é uma atriz, e modelo japonesa, seus trabalhos mais conhecidos são Himizu, Frankenstein's Love, Vivant, Inuyashiki e Cinderela prometida

## Carreira
Começou como modelo em Naha, Okinawa, Nikaido fez sua estreia no cinema em 2009 em Toad's Oil, dirigido por Kōji Yakusho. Ela e Shota Sometani receberam o Prêmio Marcello Mastroianni de Melhor Jovem Ator e Atriz por seu trabalho em Himizu, de Sion Sono, no 68º Festival Internacional de Cinema de Veneza em 2011. Em 2014, ela foi apresentada na Variety como uma "estrela internacional que você deveria conhecer" e o Festival de Cinema Asiático de Nova Iorque a premiaram como uma "Estrela Internacional em Ascensão".

## Filmografia

### Cinema
| Ano  | Título                                        | Personagem      | Notas             | Ref.   |
| ---- | --------------------------------------------- | --------------- | ----------------- | ------ |
| 2014 | My Man                                        | Hana Kusarino   | -                 |        |
| 2014 | O Mundo de Kanako                             | Nami Endo       | -                 | [ 6 ]  |
| 2014 | Au revoir l' ete                              | Noriko          | -                 |        |
| 2014 | Hibi Rock                                     | Saki Utagawa    | -                 | [ 7 ]  |
| 2015 | Farewell, Money                               |                 | -                 |        |
| 2015 | Misono Universe                               |                 | -                 |        |
| 2015 | This Nation's Sky                             | Satoko          | -                 |        |
| 2016 | Bitter Honey                                  | Akago           | -                 |        |
| 2016 | Wolf Girl and Black Prince                    | Erika Shinohara | -                 | [ 8 ]  |
| 2016 | Kako: My Sullen Past                          | Kako            | -                 |        |
| 2016 | Someone                                       | Rika Kobayakawa | -                 | [ 9 ]  |
| 2016 | Scoop!                                        | Nobi Namekawa   | -                 | [ 10 ] |
| 2018 | Inuyashiki                                    | Shion Watanabe  | -                 | [ 11 ] |
| 2018 | Ribâzu ejji                                   | Haruna Wakakusa | -                 |        |
| 2019 | Leve-me para Saitama                          | Momomi Dannoura | -                 | [ 12 ] |
| 2019 | Tezuka's Barbara                              | Barbara         | -                 |        |
| 2019 | No Longer Human                               | Tomie Yamazaki  | -                 |        |
| 2019 | Seiri-chan                                    | Aoko Yoneda     | -                 | [ 13 ] |
| 2019 | A Família Addams                              | Wandinha Addams | Dublagem japonesa | [ 14 ] |
| 2020 | Threads: Our Tapestry of Love                 | Toshiko Yamada  | -                 |        |
| 2021 | A Família Addams 2                            | Wandinha Addams | Dublagem japonesa | [ 15 ] |
| 2022 | Dai Kaiju no Ato Shimatsu                     | Sayoko          | -                 | [ 16 ] |
| 2023 | Leve-me para Saitama: Biwako Yori Ai o Komete | Momomi Dannoura | -                 | [ 17 ] |
| 2023 | Tsuki                                         | Yoko            | -                 | [ 18 ] |
| 2025 | A Pale View of Hills                          | Sachiko         |                   | [ 19 ] |

### Televisão
| Ano  | Título                                   | Personagem       | Notas       | Ref.   |
| ---- | ---------------------------------------- | ---------------- | ----------- | ------ |
| 2018 | In This Corner of the World              | Rin Shiraki      |             | [ 20 ] |
| 2019 | Strawberry Night Saga                    | Reiko Himekawa   |             |        |
| 2019 | Time Limit Investigator                  | Suzune Asaka     | Episódio 10 |        |
| 2020 | Yell                                     | Oto Sekiuchi     | Asadora     | [ 21 ] |
| 2021 | Promise Cinderella                       | Hayame Katsuragi |             | [ 22 ] |
| 2023 | Vivant                                   | Kaoru Yuzuki     |             | [ 23 ] |
| 2024 | Xógum: A Gloriosa Saga do Japão          | Ochiba no Kata   |             | [ 24 ] |
| 2024 | Eye Love You                             | Yuri Motomiya    |             | [ 25 ] |
| 2025 | Simulation: Defeat in the Summer of 1941 | Sayuri Ujita     | Minissérie  | [ 26 ] |